# Dichotomius lycas
Dichotomius lycas är en skalbaggsart som beskrevs av Felsche 1901. Dichotomius lycas ingår i släktet Dichotomius och familjen bladhorningar. Inga underarter finns listade i Catalogue of Life.